# Netřeba (przystanek kolejowy)
zawartość artykułu stanowi przy tym w znacznej części wątpliwy co do informacyjnej produktywności, zwodniczy opis tego czego na przystanku nie ma, nie wspominając co tam w praktyce właściwie encyklopedycznie istotnego jest/było

Netřeba – przystanek kolejowy w miejscowości Netřeba, w kraju środkowoczeskim, w Czechach. Znajduje się na wysokości 175 m n.p.m..
Jest zarządzany przez Správę železnic. Na przystanku nie ma możliwości zakupu biletów, a obsługa podróżnych odbywa się w pociągu. 

## Linie kolejowe
- 092 Neratovice – Kralupy nad Vltavou